# Jean Haritschelhar
Jean Haritschelhar Duhalde (Baigorri, 1923 - Biarritz, 2013) és un filòleg basc. Va aprendre l'euskera dels seus pares, estudià a Baiona, lo Mont de Marsan i Tolosa de Llenguadoc i es doctorà en lletres a la Universitat de la Sorbona. Durant anys va viatjar per França i Guipúscoa, on contactà amb Koldo Mitxelena. El 1961 Michel Labeguerie li encarregà la direcció del Museu Basc de Baiona i el 1962 ingressa a l'Euskaltzaindia de la mà de Jean Lafitte, alhora que és nomenat catedràtic de Llengua i Literatura basques a la Universitat de Bordeus. El 1968 col·laborà en l'elaboració de l'euskera batua.
Ha estat vicepresident de l'Euskaltzaindia entre 1966 i 1988, i president entre 1989 i 2004. També fou alcalde de Baigorri el 1971-1980, va donar suport al Partit Socialista quan va proposar la creació del departament basc francès, i fou assessor d'euskera del Govern Basc el 1982. El 1985 fou escollit membre del Consell Nacional de Llengües i Cultures Regionals. El 1988 fou nomenat doctor Honoris Causa per la Universitat del País Basc i el 2004 va rebre el premi Manuel de Lekuona d'Eusko Ikaskuntza.

## Obres
- Le poète souletin Pierre Topet-Etxahun (1969)
- L'oeuvre poétique de Pierre Topet-Etxahun (1969)
- Étre basque (1983)